# Fuerzas Armadas de Honduras
Las Fuerzas Armadas de Honduras están comprendidas dentro de lo establecido en la Constitución Política de la República, en el Capítulo X. Las Fuerzas Armadas de Honduras son una Institución Nacional de carácter permanente, esencialmente profesional, apolítico, obediente y no deliberante. Su función es defender la integridad territorial y la soberanía de la República, mantener la paz, el orden público y el imperio de la Constitución, los principios de libre sufragio y la alternabilidad en el ejercicio de la Presidencia de la República.
Las Fuerzas Armadas estarán constituidas por el Alto Mando, el Ejército, la Fuerza Aérea, la Fuerza Naval, la Fuerza de Seguridad Pública y los organismos que determine su Ley Constitutiva

## Historia
Las Fuerzas Armadas de Honduras fueron creadas mediante el artículo 44, inciso 4 de la Primera Constitución de la Cámara Legislativa en 1825, siendo Primer Jefe Supremo de Estado el Abogado Dionisio de Herrera para lo cual, ordenaban el nacimiento efectivo del ejército hondureño en fecha 11 de diciembre de 1825 y para su mayor movilidad, fue dividido en batallones con el nombre de cada uno de los siete departamentos Comayagua la capital, Tegucigalpa, Choluteca, Olancho, Yoro, Gracias y Santa Bárbara que se encargaran de cubrir estratégica y tácticamente el orden y la defensa del estado, bajo la doctrina militar francesa. En 1831 fue creada la Escuela Militar con asiento en el Cuartel San Francisco, siendo nombrado director el Coronel Narciso Benítez de origen colombiano; de esta escuela egresaron: Francisco Morazán, José Antonio Márquez, Diego Vigil, Liberato Moncada, Joaquín Rivera Bragas, José Santos Guardiola que fueron presidentes de Honduras, entre otros.
Para 1840, Juan José Morales B. natural de Omoa, con instrucción castrense española, quien anteriormente había formado parte del Ejército Aliado Protector de la Ley y mano derecha de Francisco Ferrera para aquel entonces, fué nombrado Comandante General de las Fuerzas Armadas de Honduras y Ministro de Guerra, su base de operaciones fue el Fuerte de San Fernando De Omoa.
El primer armamento utilizado era de chispa y pólvora, producto de mezclar azufre, salitre y carbón en cantidades relativas: el fusil Remington de carga simple fue uno de los primeros fusiles de bala que se introdujeron en el país durante el gobierno del general José María Medina.
La segunda etapa de las Fuerzas Armadas se encuentra entre los años 1842 y 1876 cuando surge el uniforme colectivo a mediados de la década de 1840 cuando las tropas del general José Santos Guardiola se enfrentaron a las del general Nicolás Ángulo, el año 1845 en el "Combate del Obrajuelo", en San Miguel, El Salvador.
En 1865 se llevó a cabo el primer intento de organizar una Fuerza Naval con sus respectivo reglamento; sin embargo, lo caro de ese servicio lo volvió insostenible; no obstante, hubo varios intentos de reactivar la idea y uno de ellos lo realizaría el Doctor Policarpo Bonilla, quien mando a construir en el astillero de Kiel, Alemania, el vapor Tatumbla el 22 de noviembre de 1895 y luego en 1896 respectivamente, el general Manuel Bonilla mandase construir el 'Hornet. Mientras administraba Honduras, el Doctor y general don Tiburcio Carias Andino además mandó construir los vapores Búfalo y el Tigre. El 1 de enero de 1881 se emitió el primer Código Militar del ejército de Honduras, instrumento legal para regir su propia organización.
Una tercera etapa de creación de las fuerzas armadas hondureñas, se encuentra ubicada entre los años 1876 a 1949, en esta etapa, se principia con la implementación de la "Doctrina militar prusiana o alemana" que luego sería sustituida por la chilena. Para tal fin fue reestructurada las escuelas militares durante el gobierno del general Luis Bográn (1883-1891) y seguidamente se fundó la Escuela Militar de 1904 por Decreto n.º 56 del 31 de agosto, la de 1907, el director de este centro militar recayó en el coronel Luis Segundo Oyarzún de nacionalidad chilena y quien establece los métodos de estudio como la disciplina militar tomando en referencia la del Ejército de Chile, en 1912 se comienza a usar el fusil Mauser Werke de fabricación alemana; un año después en 1913, durante el gobierno del general Manuel Bonilla se funda la Escuela de Artillería y Casa Cuartel de Cantarranas a un valor de $13,000 pesos. Después aparece el Cuerpo de Ametralladoras, creado en 1937, y posteriormente la Escuela Básica de Armas que vio la luz en 1946.

### SigloXX
En este siglo, las Fuerzas Armadas de Honduras juegan un papel muy importante en la política y gobierno, ya que durante este siglo sus funciones fueron similares a las de un Cuerpo de Guardia Nacional, que participaban en labores de rescate y apoyo a la población, por ejemplo trabajando de forma conjunta con el Cuerpo de Bomberos de Honduras, la policía y la Cruz Roja Hondureña, asimismo en la educación, en salud, en los comicios generales, etc. También desempeñaron funciones de Seguridad Pública, resguardando la propiedad privada y civil, esto debido a que no fue hasta la década de 1970 cuando se crea la Fuerza de Seguridad Pública (FUSEP) adscrita a las Fuerzas Armadas, y posteriormente a finales de los años 80 e inicios de los años 90 se crea la Policía Nacional Preventiva, que pierde vínculos de mando con la milicia.
Las Fuerzas Armadas de Honduras también han contribuido en la educación cívica y cultural del país, mediante un programa de noticias dominical denominado Proyecciones Militares que fue transmitido en canal 5 de la Corporación Televicentro, ahora con las nuevas tecnologías se difunde mediante otros canales de televisión y redes sociales, cuyo objetivo noticioso no se pierde.

#### Ejército de Honduras
El ejército terrestre de Honduras tiene sus inicios históricos a finales del siglo XVIII y a principios del siglo XIX con el aparecimiento de las filas revolucionarias pro independencia, quienes luchaban contra los batallones provinciales de la Capitanía General de Guatemala, durante los últimos años de dominio de la corona española. Ya, en la época independiente absoluta a partir de 1823 en adelante, estos ejércitos pasaron a estar bajo el mando de la República Federal de Centroamérica y al final con la autonomía de los cinco estados: Guatemala, El Salvador, Honduras, Nicaragua y Costa Rica, el ejército o infantería mantenía una postura defensiva en cada uno de los territorios del istmo centroamericano, según sus constituciones políticas y republicanas. El ejército de Honduras se encuentra mencionado dentro del Capítulo III de la Constitución de Honduras, además existe una la Ley Constitutiva de las Fuerzas Armadas de Honduras y una Ley del Servicio Militar.

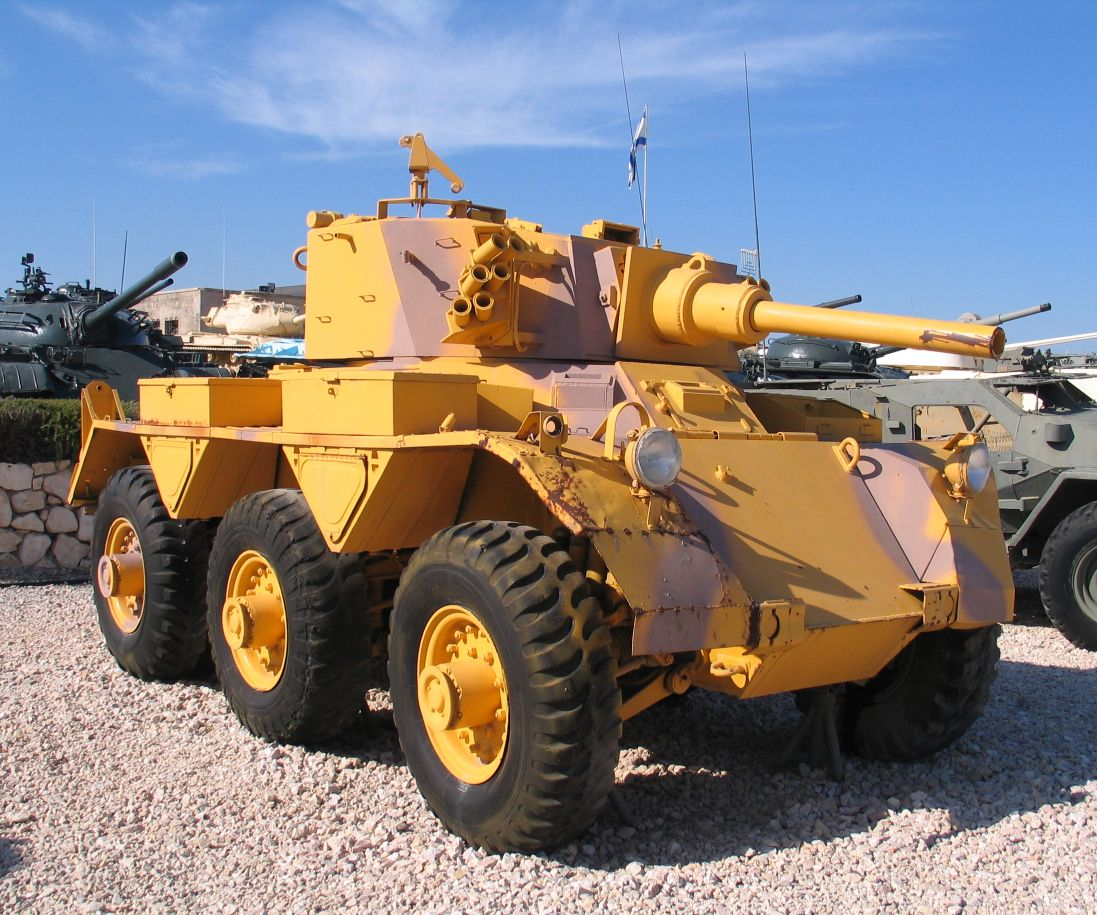
Tanqueta Saladino, similar a las que posee operativas las FFAAH.

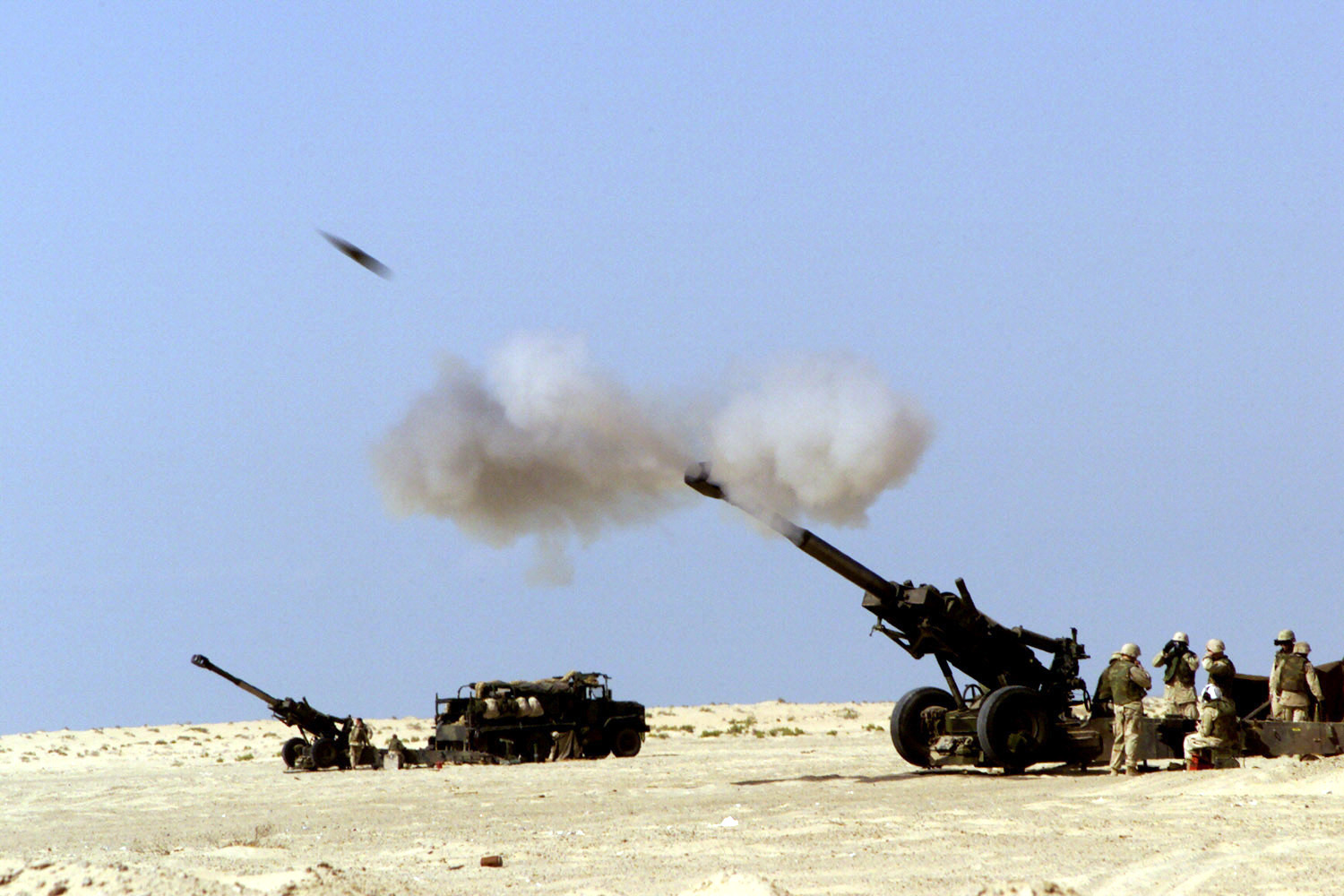
M155, similar a las que posee operativas las FFAAH.

#### Fuerza Aérea de Honduras

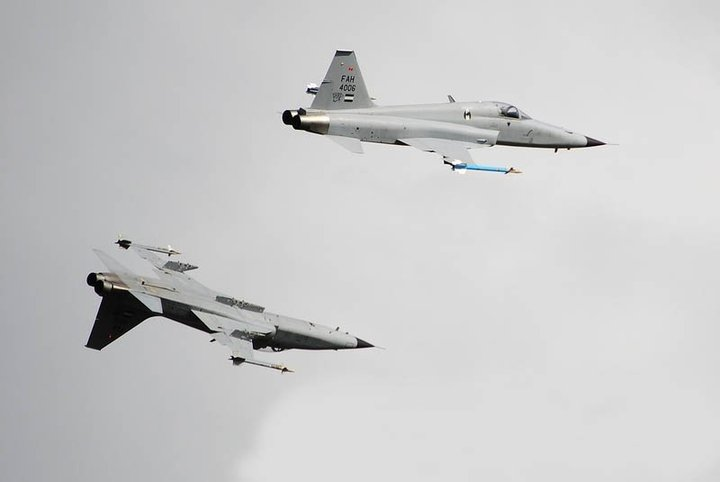
F-5 Tiger II de la Fuerza Aérea Hondureña.

Durante el gobierno del Doctor Vicente Mejía Colindres en 1931 se ordenó la creación de una fuerza aérea para defensa de los cielos nacionales, mediante decreto n.º 198 del Congreso Nacional de la República y abrió las puertas la Escuela Nacional de Aviación para adiestrar pilotos nacionales adquiriéndose para ello las aeronaves tipo Stinson Detroiter. El presidente Tiburcio Carias Andino creó la Fuerza Aérea de Honduras en el año de 1933, además cambia el nombre de la Escuela Nacional de Aviación por el de Escuela Militar de Aviación. Después del ataque a la base estadounidense de Pearl Harbor en el Pacífico, el presidente Carias Andino, debido a las presiones del gobierno de los Estados Unidos, el 8 de diciembre de 1941 declara la guerra a Japón y cuatro días después lo hace con Alemania e Italia países beligerantes del eje; Honduras participa enviando marinos, pilotos y soldados dentro de las filas aliadas en la Segunda Guerra Mundial.

#### Fuerza Naval de Honduras
Durante el Gobierno del Doctor Juan Manuel Gálvez Durón fortalece el técnico de la formación militar del ejército con la creación de la Escuela de Cabos y Sargentos en 1949, la Escuela Militar General Francisco Morazán en 1952 y la fundación del Primer Batallón de Infantería. A partir de este momento histórico van surgiendo normalmente las demás unidades y así llega la creación de la Fuerza Naval mediante acuerdo n.º 0725 del 14 de agosto de 1976 para el resguardo de nuestras aguas en el Mar Caribe, en la cuenca del Océano Atlántico y en el Golfo de Fonseca en la cuenca del Océano Pacífico, apostada en las costas de ese Golfo hasta llegar a la reestructuración legal, organizativa y operacional en el marco de tiempo comprendido entre 1999 al 2007.

#### Convenios militares
El gobierno de la república de Honduras, suscribió el Convenio Militar con los Estados Unidos de América, durante la presidencia de Julio Lozano Díaz, Acuerdo n.º 3 emitido con fecha 1 de diciembre de 1954, el cual fue ratificado el 15 de abril de 1955 y renovando su vigencia durante la administración presidencial del doctor Ramón Villeda Morales.

#### Guerra con Nicaragua
La Batalla de Namasigüe, fue una acción bélica que se desarrolló entre el 17 y el 23 de marzo de 1907 en territorio del actual departamento hondureño de Choluteca, en el marco de la guerra impuesta a Nicaragua contra los ejércitos combinados de Honduras y El Salvador, y fue la acción militar más grande de ese conflicto.
Se enfrentaron los ejércitos aliados de Honduras y El Salvador contra Nicaragua. El Ejército de Nicaragua, comandado por el General Aurelio Estrada Morales derrotó a las fuerzas aliadas honduro-salvadoreñas dirigidas por el General José Dolores Preza Montalvo, luego de siete días de cruentos combates.

#### Segunda Guerra con Nicaragua
En mayo de 1957 se inició una guerra entre Nicaragua y Honduras llamada la "guerra de Mocorón", por el territorio en litigio conocido como la Mosquitia. Honduras estaba siendo gobernando por una Junta Militar  que en el año 1956 había derrocado al gobierno de Julio Lozano Díaz, quien había llegado efímeramente al poder como sucesor del supuestamente enfermo presidente Juan Manuel Gálvez Durón. La Junta Militar estaba conformada por el general Roque Jacinto Rodríguez Herrera, el coronel Héctor Caraccioli Moncada y por el Mayor Roberto Gálvez Barnes.
Finalmente la guerra la ganó Honduras el 18 de noviembre de 1960 cuando la CIJ confirmó el laudo del rey de España, del año 1906, dándole la razón a Honduras, y confirmando la plena soberanía de Honduras sobre el territorio en litigio.

#### Guerra con El Salvador
El 14 de julio de 1969, el comandante de las Fuerzas Armadas de El Salvador y presidente de aquel país, el general Fidel Sánchez Hernández declaró la guerra a Honduras, haciendo uso de sus facultades como presidente y comandante general de la Fuerza Armada, y en defensa de los derechos de sus connacionales ya que el regreso masivo de ciudadanos salvadoreños a su propio territorio aumentaría la presión social que tendría que afrontar el gobierno salvadoreño para atender las demandas de sus propios ciudadanos, ordenó la invasión de la república de Honduras, por los pasos fronterizos del occidente y sur, bombardeando las pistas de los aeropuertos y desplegando sus batallones con dirección hacia el sur y el occidente de Honduras. De esta forma se inició una guerra con Honduras. Esto después que El Salvador reclamara la violación de los Derechos Humanos de sus ciudadanos residentes en territorio hondureño.
La guerra con la república de El Salvador,  erróneamente llamada "Guerra del Fútbol", derivada de desacuerdos fronterizos e ideologías, así como de la presunta violación de los Derechos Humanos de ciudadanos salvadoreños residentes en Honduras. En los encuentros armados murieron muchos civiles de ambos países, aunque El Salvador contaba con un ejército más preparado que el de Honduras; muchos civiles hondureños se unieron de diversas maneras al ejército para contener el avance de las tropas invasoras. Todo finalizó en una tregua y luego con un fallo delimitando los límites fronterizos, emitido por el Tribunal de La Haya, Holanda.

#### Guerra Fría
En las décadas de los años 70 y 80, los países centroamericanos acariciaban la filosofía comunista teniendo como ejemplo y satélite a la isla caribeña de Cuba, sumida en el gobierno del abogado Fidel Castro. Los gobernantes de Honduras firmaron acuerdos con el gobierno de Estados Unidos de América para realizar operaciones conjuntas y ejercicios militares de las fuerzas armadas homólogas dentro del territorio nacional. Fundando para tales propósitos, en la Mosquitia, frontera con Nicaragua la Base militar aérea El Aguacate[cita requerida] lugar de partida del ejército de los contras nicaragüense, que actuaban con ataques de guerrillas contra el gobierno de Nicaragua. Asimismo, se construyó una base aérea con todas las tecnologías de ese tiempo, en Palmerola, departamento de Comayagua de donde participaban los agentes de la CIA, los cuales repelían la intromisión y dispersión del comunismo en la zona.

### Revolución Moral
Revolución Moral en 1993, fue el lema de campaña del Abogado Carlos Roberto Reina Idiaquez, candidato del Partido Liberal de Honduras y con la cual ganó los comicios, en detrimento del candidato conservador Abogado José Oswaldo Ramos Soto. El nuevo presidente dio final a muchas de las empresas de las fuerzas armadas de Honduras, organizó una nueva Policía Nacional de Honduras fuera del mando del ejército y eliminó el servicio militar obligatorio, por el servicio militar voluntario y educacional. Idea con la cual se retomó el camino del respeto a los derechos Humanos, cerrando así la historia oscura que cubrió a la institución castrense durante la década de los años 80 en la cual bajo un total irrespeto a los derechos humanos, esta se vio involucrada en acusaciones de desapariciones forzadas, asesinatos políticos, persecuciones, abusos de autoridad, escándalos de corrupción y narcotráfico.

### Golpes de Estado
Honduras contaba con democracias desde 1824, que lamentablemente fueron interrumpidas en varias ocasiones por altos mandos del ejército, los que realizan golpes militares, entre ellos se encuentran:
- 1855. El General Juan López Gutiérrez da golpe de Estado, al gobierno del General José Trinidad Cabañas.
- 1872. El Doctor y General Juan Antonio Medina Orellana se proclama presidente derrocando por su ausencia en campaña, al General José María Medina.
- 1956. El General de infantería Roque Jacinto Rodríguez, el Coronel de aviación Héctor Caraccioli Moncada y el Mayor Roberto Gálvez Barnes, dan golpe de Estado al gobierno presidido por el Contable Julio Lozano Díaz.
- 1963. El General Oswaldo López Arellano, da golpe de Estado al gobierno presidido por el Doctor Ramón Villeda Morales.
- 1972. El General Oswaldo López Arellano, da golpe de Estado al gobierno recién inaugurado por el Abogado Ramón Ernesto Cruz.

Son de hacer notar los gobiernos militares del General Juan Alberto Melgar Castro entre 1975 y 1978, debido a la decadencia del general Oswaldo López Arellano, y el triunvirato integrado por el general Policarpo Paz García, coronel de aviación Domingo Álvarez Cruz y el teniente coronel de infantería Amilcar Zelaya Rodríguez, quienes gobernaron entre 1978 y 1980. Es así que entre las décadas setenta y ochenta, las Fuerzas Armadas son propietarios de una buena cantidad de empresas, como por ejemplo: IPM (Instituto de Previsión Militar), dos aerolíneas que funcionaban en el país: Transportes Aéreos Nacionales TAN y SAHSA (Servicios Aéreos Hondureños, S.A.), de un banco BANFFAA Banco de las Fuerzas Armadas, varias tiendas de artículos varios o comisariatos, la industria militar que es la encargada de fabricar uniformes y otros elementos y hasta una fábrica de cementos, un equipo de fútbol el Real Maya entre otros muchas empresas.
La democracia retorna en 1980 cuando el jefe de Estado General Policarpo Paz García entrega el país, se emite una nueva carta magna Constitución de Honduras de 1982 y se celebran elecciones presidenciales, resultando ganador el candidato del Partido Liberal de Honduras Doctor Roberto Suazo Cordova.
- 2009. La madrugada del día 28 de junio, elementos de las Fuerzas Armadas al mando del Teniente coronel René Antonio Hepburn Bueso y recibiendo órdenes del Poder Judicial y Poder Legislativo hondureños, allanaron la residencia del señor Manuel Zelaya con el objeto de detenerlo y acto después sacarlo del país en un avión de la Fuerza Aérea Hondureña con destino a Costa Rica. Después de los sucesos que conmovieron al país y desataron tanto la impunidad, como la violencia, el país volvió a la senda de la democracia con las elecciones generales convocadas para el 2010, donde salió victorioso el candidato oficial del Partido Nacional de Honduras, Porfirio Lobo.

## Rangos militares y alto mando

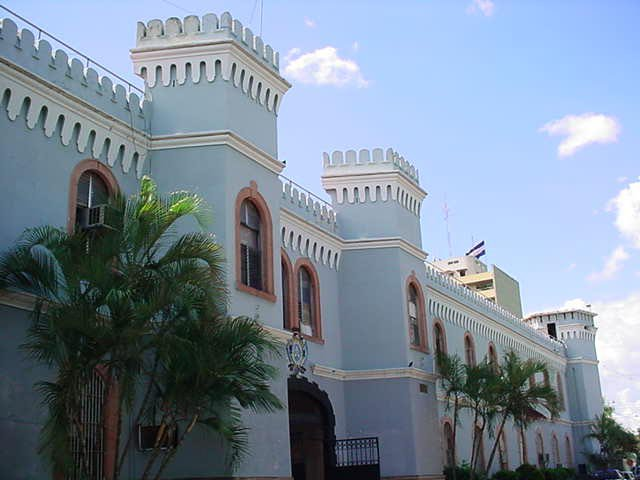
Edificio de la comandancia de las FFAAH.

Según se contempla en la Constitución Política de la república de Honduras de 1982, en el ARTÍCULO 277. El Presidente de la República, ejercerá el mando directo de las Fuerzas Armadas en su carácter de Comandante General conforme a esta Constitución y a la Ley Constitutiva de las Fuerzas Armadas y a las demás leyes aplicables. Asimismo el ARTÍCULO 279 del mismo cuerpo constitutivo, menciona: El Secretario(a) de Estado en el Despacho de Defensa Nacional, será el ciudadano(a) que reúna los requisitos que señala esta Constitución y las demás Leyes; el Jefe del Estado Mayor y Conjunto de las Fuerzas Armadas, será un Oficial General o Superior, con el grado de Coronel de las armas o su equivalente, en servicio activo, con méritos y liderazgo, hondureño por nacimiento y deberá reunir los requisitos que determine la Ley. Y subsecuente mente el ARTÍCULO 283, sanciona: El Estado Mayor Conjunto de las Fuerzas Armadas, es el Órgano Superior Técnico de asesoramiento, Planificación, Coordinación y Supervisión, dependiente de la Secretaría de Estado en el Despacho de Defensa Nacional y tendrá las funciones consignadas en la Ley Constitutiva de las Fuerzas Armadas.
El Alto Mando de las FF. AA. de Honduras es elegido mediante votaciones y cumpliendo con los requisitos que demanda el artículo 41 de la Ley Constitutiva de las FF. AA. para asumir la jefatura del Estado Mayor Conjunto. Ese apartado de la ley dice: "Para ser Jefe del Estado Mayor Conjunto se requiere: 1) ser oficial general; 2) Estar en el ejercicio activo; y 3) Ser de reconocida honorabilidad. El Jefe de Estado Mayor Conjunto es seleccionado de entre los miembros de la Junta de Comandantes".
Los comandantes de las Fuerzas Armadas de Honduras, han sido egresados de la Universidad de Defensa Nacional, la Academia Militar de Honduras General Francisco Morazán, primer colegio del ente castrense y de la Academia Militar de Aviación, otros han sido de la Academia Naval de Honduras siempre profesionalizándose en la Universidad de Defensa Nacional, creada para tal fin. Aunque algunos ciudadanos continua sus estudios superiores en la Academia Militar de los Estados Unidos o West Point y como de la Escuela de las Américas o Instituto del Hemisferio Occidental para la Cooperación de Seguridad organismo militar del Departamento de Defensa y con instalaciones en Fort Benning, cerca de Columbus, Estado de Georgia en los Estados Unidos de América.

### Actual Cadena de Mando de las Fuerzas Armadas de Honduras
- El comandante general es el presidente de la República: Xiomara Castro.
- Secretaría de Estado en el Despacho de Defensa Nacional: Rixi Moncada.
- Jefe del Estado Mayor Conjunto es el General de División Roosevelt Leonel Hernández Aguilar.
- Subjefe del Estado Mayor Conjunto: Coronel de artillería, Hosvan René Barahona Alvarado.
- Inspector general: Coronel de Infantería, Dagoberto Moncada Zelaya.
- Comandante del Ejército (EH): General de Brigada Carlos Efrain Aguilar Hernandez
- Comandante de la Fuerza Aérea (FAH): Coronel de Aviación DEMA Guillermo Augusto Rosales Rubio.
- Comandante de la Fuerza Naval (FNH):  Capitán de navío Austacil Hagarín Tomé Flores.
- Comandante de la Policía Militar De Orde Publico (PMOP): Coronel de infantería, Ramiro Fernando Muñoz Bonilla.

### Escala jerárquica de las fuerzas armadas de Honduras
- Comandancia General de las Fuerzas Armadas;
- Secretaría de Estado en los Despachos de Defensa Nacional;
- Jefatura del Estado Mayor Conjunto
- Ejército;
- Fuerza Aérea;
- Fuerza Naval; y,
- Comandos Especiales[17]

### Sueldos y salarios en las Fuerzas Armadas de Honduras
| RANGO           | SALARIO     | FECHA | FUENTE            |
| --------------- | ----------- | ----- | ----------------- |
| General         | L 70,000.00 | 2021  | Vocero FFAA       |
| Coronel         | L 60,000.00 | 2022  | Vocero FFAA       |
| Soldado         | L 8,000.00  | 2021  | Diario El Heraldo |
| Agente Policial | L 12,000    | 2021  | Diario El Heraldo |

| Escala del Ejército | Escala de la Fuerza Aérea    | Escala de la Fuerza Naval  | Divisas del Ejército | Divisas de la Fuerza Aérea | Divisas de la Fuerza Naval |
| ------------------- | ---------------------------- | -------------------------- | -------------------- | -------------------------- | -------------------------- |
| General de División | General de División          | Vicealmirante              |                      |                            |                            |
| General de Brigada  | General de Brigada           | Contra-Almirante           |                      |                            |                            |
| Coronel             | Coronel de Aviación          | Capitán de Navío           |                      |                            |                            |
| Teniente coronel    | Teniente coronel de Aviación | Capitán de Fragata         |                      |                            |                            |
| Mayor               | Mayor de Aviación            | Capitán de Corbeta         |                      |                            |                            |
| Capitán             | Capitán de Aviación          | Teniente de Navío          |                      |                            |                            |
| Teniente            | Teniente de Aviación         | Teniente de Fragata        |                      |                            |                            |
| Subteniente         | Subteniente de Aviación      | Alférez de Fragata         |                      |                            |                            |
| Jefe Mayor          | Jefe Mayor                   | Jefe Mayor                 |                      |                            |                            |
| Jefe Maestro        | Jefe Maestro                 | Jefe Maestro               |                      |                            |                            |
| Jefe Primero        | Jefe Primero                 | Jefe Primero               |                      |                            |                            |
| Comando III         | Comando III                  | Comando III                |                      |                            |                            |
| Comando II          | Comando II                   | Comando II                 |                      |                            |                            |
| Comando I           | Comando I                    | Comando I                  |                      |                            |                            |
| Sargento Mayor      | Sargento Mayor               | Sargento Mayor de Marina   |                      |                            |                            |
| Sargento Primero    | Sargento Primero             | Sargento Primero de Marina |                      |                            |                            |
| Sargento Segundo    | Sargento Segundo             | Sargento Segundo de Marina |                      |                            |                            |
| Sargento Raso       | Sargento Raso                | Sargento Raso de Marina    |                      |                            |                            |
| Cabo                | Cabo de Seguridad Aérea      | Cabo de Marina             |                      |                            |                            |
| Soldado             | Soldado de Seguridad Aérea   | Infante de Marina          |                      |                            |                            |

## Exjefes del estado mayor conjunto de las FF. AA.

### Jefes de Estado
| Orden | Jefe de Estado                                | Inicio de mandato | Fin del mandato |
| ----- | --------------------------------------------- | ----------------- | --------------- |
| 1     | General de Brigada Oswaldo López Arellano     | 1963              | 1970            |
| 2     | General de Brigada Oswaldo López Arellano     | 1972              | 1975            |
| 3     | General de Brigada Juan Alberto Melgar Castro | 1975              | 1978            |
| 3     | General de División Policarpo Juan Paz García | 1979              | 1982            |

### Era democrática 1982-actualidad
| Orden | Comandante                                         | Inicio de mandato | Fin del mandato         |
| ----- | -------------------------------------------------- | ----------------- | ----------------------- |
| 1     | General de Brigada Gustavo Adolfo Álvarez Martínez | 1981              | 1984                    |
| 2     | General de Brigada Walter López Reyes              | 1984              | 1986                    |
| 3     | General de Brigada Humberto Regalado Hernández     | 1986              | 1990                    |
| 4     | General de Brigada Arnulfo Cantarero López         | 1990              | 1990                    |
| 5     | General de Brigada Luis Alonso Discua Elvir        | 1990              | 1995                    |
| 6     | General de Brigada Mario Raúl Hung Pacheco         | 1996              | 1998                    |
| 7     | General de Brigada Eugenio Romero Euceda           | 1998              | 1999                    |
| 8     | General de Brigada Daniel López Carballo           | 2000              | 2002                    |
| 9     | General de Brigada José Isaías Barahona Herrera    | 2002              | 2005                    |
| 10    | General de Brigada Romeo Vásquez Velásquez         | 2007              | 2009                    |
| 11    | General de Brigada René Arnoldo Osorio Canales     | 2009              | 2013                    |
| 12    | General de Brigada Fredy Santiago Díaz Zelaya      | 2013              | 2015                    |
| 13    | General de Brigada Francisco Isaías Álvarez Urbina | 2015              | 2018                    |
| 14    | General de División René Orlando Ponce Fonseca     | 2018              | 2019                    |
| 15    | General de División Tito Livio Moreno Coello       | 2019              | 2021                    |
| 16    | Vicealmirante José Jorge Fortín Aguilar            | 2021              | 2023                    |
| 17    | General Roosevelt Hernández                        | 2023              | actualmente en el cargo |

## Profesionalidad de las Fuerzas Armadas de Honduras como Institución
Según lo ordenado en la Constitución de la República en los Centros de Formación Militar se educarán a nivel superior los aspirantes a oficiales de las fuerzas armadas. Se organizarán centros de capacitación para las armas y servicios de acuerdo con las necesidades de la Institución. También se organizaran escuelas técnicas de Formación y Capacitación, de conformidad con los fines del Servicio Militar voluntario, educativo, social, humanista y democrático. El siguiente ARTÍCULO 289, contempla: Se establece el Colegio de Defensa Nacional, como el más alto centro de estudio de las fuerzas armadas, encargado de la capacitación del personal militar y civil selecto, para que en acción conjunta de los campos político, económico, social y militar, participen en la planificación estratégica nacional. Y el ARTÍCULO 290 menciona: Los grados militares solo se adquieren por riguroso ascenso de acuerdo con la Ley respectiva. Los militares no podrán ser privados de sus grados, honores y pensiones en otra forma que la fijada por la Ley. Los ascensos desde subteniente hasta Capitán inclusive, serán otorgados por el presidente de la república a propuesta del Secretario(a) de Estado en el Despacho de Defensa Nacional; los ascensos desde Mayor hasta General de División inclusive, serán otorgados por el Congreso Nacional a propuesta del Poder Ejecutivo. El Estado Mayor Conjunto de las Fuerzas Armadas emitirá dictamen previo a conferir los ascensos de Oficiales.

## Escuelas Militares
- UNIVERSIDAD DE DEFENSA DE HONDURAS (UDH): Tiene su sede en la ciudad capital Tegucigalpa, M.D.C. su prioridad es la formación universitaria.
- Academia Militar de Honduras General Francisco Morazán (AMHGFM). Fundada en 1951, ubicada en Las Tapias, M.D.C., es el primer centro militar en formar oficiales licenciados para las fuerzas armadas.[21]
- ACADEMIA MILITAR DE AVIACIÓN (AMA) Fundada en 1932, con sede dentro de la Base Aérea R.S.C., Comayagua, es la encargada de formar oficiales licenciados y técnicos en aviación.
- ACADEMIA NAVAL DE HONDURAS (ANH): Con su sede dentro de las instalaciones del Cuarto Batallón de Infantería, en la ciudad Puerto de La Ceiba, en el Caribe hondureño, forma oficiales licenciados y técnicos navales.
- LICEO MILITAR DEL NORTE (PRIVADO). Fundado en 1983, ubicado dentro de las instalaciones de la 105 Brigada de Infantería, San Pedro Sula, es un instituto mixto donde se forman bachilleres y oficiales de reserva para las fuerzas armadas.

## Recursos de las Fuerzas Armadas de Honduras
Según lo ordenado en la Constitución de la República, en el CAPÍTULO I, Artículo 40: Son deberes del ciudadano: 1. Cumplir, defender y velar porque se cumplan la Constitución y las leyes; 2. …; 3. …; 4. …; 5. Cumplir con el servicio militar; y, 6. Las demás que establezcan la Constitución y las leyes.
- Fuerza Terrestre: 207,675
- Fuerza Aérea: 20,000
- Fuerza Naval: 10,000

Población militar total: 237,675 activos.
Disponibilidad se calcula, en personas aptas (16-49 años:
- Mujeres: 2.991.418
- Hombres: 4.045.914.[23]

Personas aptas para hacer el servicio militar:
- Mujeres: 2.139,688
- Hombres: 3.525,578.[24]

Personal de reserva
- Reservistas: 350,550

## Año de ingreso de la mujer en las Fuerzas Armadas de Honduras
Honduras presenta la incorporación de la mujer a las Fuerzas Armadas profesionales y de comando suponiéndose como debido factor, la guerra contra El Salvador ocurrida en 1969. 42% de la armada administrativa la componen mujeres y 10% es el personal femenino para el combate.
- Fuerza Terrestre: 1970
- Fuerza Aérea: 1970
- Fuerza Naval: 1975

Son dignas soldados de la patria, su disciplina y coraje es impresionante, ellas juegan un papel muy importante y en algunas actividades especializadas lo hacen mucho mejor que los hombres. Palabras del Coronel Reyes del ejército hondureño, en referencias a las mujeres de las Fuerzas Armadas de Honduras.

## Dependencias de las Fuerzas Armadas
- Auditoría General de las FF. AA.: encargada de asesorar en materia legal, emitir dictámenes, recomendar normas de control y fiscalización administrativa, enlace con autoridades judiciales, tribunales, presidios militares, etc.[26]
- Pagaduría General de las FF. AA.: encargada de administrar los fondos asignados en el Presupuesto General de Ingresos y Egresos de la República, conforme a lo prescrito en la Constitución de la República y demás leyes aplicables.[27]
- Instituto de Previsión Militar (IPM): es una agencia autónoma y financiera de créditos, pensiones y jubilaciones de los efectivos ya sean soldados, clases u oficiales activos e inactivos de todas las ramas militares.[28]
- Hospital Militar: es el centro médico quirúrgico para los efectivos de las Fuerzas Armadas tanto activos e inactivos, en tiempos de paz y guerra.
- Industria Militar de las Fuerzas Armadas (IMFFAA): es la encargada en fabricar los uniformes, botas, zapatos y demás equipos e implementos que necesitan las ramas militares de las fuerzas armadas, para sus empleados también cuenta con una escuela primaria y secundaria[29] Su sede se encuentra en el Kilómetro 7 Carretera hacia Mateo, Central: (+504) 2229-0718, Departamento de Ventas: (+504) 2229-0932, (+504) 9779-6620. En el año 2014 la industria militar hondureña fue nominada al Premio World Quality Commitment otorgada por el Business Initiative Directions (BID).[30]
- Tribunales Militares: son los órganos jurisdiccionales competentes que conocen en primera instancia de los delitos cometidos dentro de las fuerzas armadas o derecho militar, siendo el juez, un abogado que a su vez ostenta el rango de teniente o superior; el trámite cuando llega a sentencia definitiva puede ser revisado o apelado en una Corte de Apelaciones Militares o en su caso en la Corte Suprema de Justicia de Honduras.[31]

## Participación de las Fuerzas Armadas de Honduras en misiones de Paz
- 1965. Los U.S. Marines de Estados Unidos de América invaden República Dominicana, debido a la inestabilidad política que existía en la isla caribeña, seguidamente al tomar el control del territorio, una Fuerza Interamericana de Paz sustituyó a los efectivos estadounidenses en el país, entre ellos estaban representaciones de: Brasil, Paraguay, Nicaragua, Costa Rica, El Salvador y Honduras partició entre el 14 de mayo de 1965 hasta el 1 de agosto de 1966, con 250 elementos.[32]
- 1995. Conflicto en Haití, Honduras forma parte de los países que envían tropas mediante el acuerdo del Consejo de Seguridad de las Naciones Unidas No.940, 120 soldados hondureños participán en aquel país entre febrero de 1995 hasta enero de 1996.
- 1998. Como una fuerza de las Naciones Unidas en el Sahara Occidental, ocupado por Marruecos desde 1975.
- 2003. El presidente Ricardo Maduro Joest decide participar en la ocupación estadounidense en Irak, junto con España y la República Dominicana denominado contingente “Plus Ultra”, enviando a aquel país mesopotámico el llamado “Batallón Xatruch” y compuesto de 370 elementos.

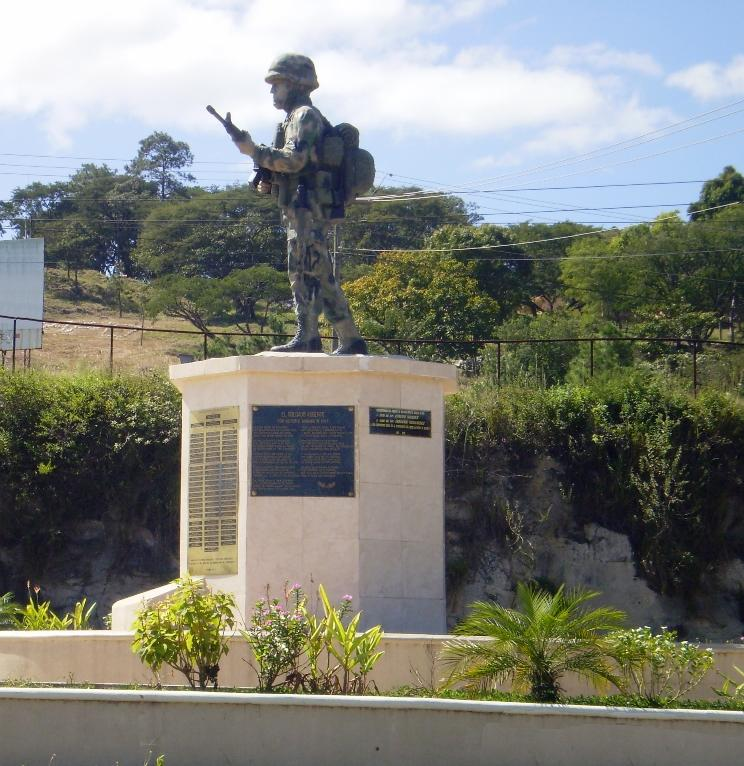
Monumento al soldado hondureño ausente, ubicado en el Distrito Central.